# Natalia Kanem
Natalia Kanem (Cidade do Panamá, 8 de novembro de 1954) é médica panamenha de ascendência africana, e Subsecretária-geral e Diretora-executiva interina do Fundo de População das Nações Unidas (UNFPA), a Agência de Saúde Sexual e Reprodutiva das Nações Unidas, desde 2017. Está entre as mulheres mais bem classificadas das Nações Unidas para sua função, sendo a primeira latino-americana a comandar a UNFPA.

## Biografia

### Infância e Educação
Kanem nasceu em 8 de novembro de 1954 na Cidade do Panamá. Seu pai foi o primeiro dentista afro-panamenho a se qualificar na área, dedicando-se grande parte de seu tempo para ajudar famílias que não podiam pagar assistência odontológica. Após a morte do pai, quando Natalia tinha sete anos, mudou-se para os Estados Unidos para morar com os tios em Middletown, onde teve acesso à educação escolar pública. Sua mãe, com a morte prematura do marido, criou os quatro filhos como mãe solteira e conseguiu seu diploma universitário aos 50 anos. Ainda viva, recentemente comemorou seu aniversário de 100 anos.
Estudou na Universidade Harvard, onde se formou em bacharel, com grande honra, em História e Ciências. Como graduanda, envolveu-se em questões relacionadas aos direitos das mulheres, onde pode participar da Primeira Conferência Mundial das Nações Unidas sobre Mulheres em 1975, na Cidade do México. Kanem também obteve diploma de medicina pela Universidade Columbia, em Nova Iorque, e possui mestrado em Saúde Pública com especializações em Epidemiologia e Medicina Preventiva pela Universidade de Washington, Seattle.

### Carreira
Kanem começou sua carreira na academia nas Escolas de medicina e saúde pública da Universidade Johns Hopkins e da Universidade Columbia. Foi Associada Sênior no Lloyd Best Institute of the West Indies em Trindade e Tobago nos anos de 2012 a 2013. De 2005 a 2011, foi presidente fundadora da ELMA Philanthropies Services, uma instituição privada focada principalmente em crianças e jovens na África.
Kanem trabalhou na Fundação Ford de 1992 a 2005, onde foi pioneira no trabalho em saúde reprodutiva e sexualidade feminina, em particular por sua posição como representante da fundação para a África Ocidental, com sede em Lagos e Dakar. Exerceu também nessa fundação os cargos de Vice-Presidente e Diretora Sênior do Programa de Paz e Justiça Social, Diretora Sênior do Escritório de Serviços de Gestão e Oficial de Programa no escritório da Nigéria para Saúde Reprodutiva e Sexualidade Feminina.
Antes de se tornar diretora-executiva da UNFPA, Kanem atuou como representante da organização na Tanzânia, entre 2014 a 2016. Em seguida, tornou-se vice-diretora executiva responsável por programas na sede da UNFPA, em Nova Iorque, de 2014 a 2016. Em outubro de 2017, foi nomeada diretora-executiva da UNFPA pelo Secretário-geral das Nações Unidas, António Guterres. Sob sua liderança, a UNFPA dedica-se em alcançar três resultados até 2030: zero necessidades não atendidas de contracepção; zero mortes maternas evitáveis; e zero violências ou práticas nocivas contra mulheres e meninas, incluindo casamento infantil e mutilação genital feminina.

## Outras atividades
- Programa Conjunto das Nações Unidas sobre HIV/Aids (UNAIDS), Ex-Membro officio do Committee of Cosponsoring Organizations.[8]

- Partnership for Maternal, Newborn & Child Health (PMNCH), Membro do Conselho.[9]

- United Nations System Staff College (UNSSC), Membro do Conselho.[10]

- Dag Hammarskjöld Fund for Journalists, Membro do Conselho Consultivo Honorário.[11]

- Family Planning 2020 (FP2020), Co-Presidente (ao lado de Christopher Elias, desde 2017).[12]

- TrustAfrica, ex-membro do Conselho.[13]

- Diálogo Interamericano, Membro (desde 2018).[14]